# Миранда Льянес, Ерисбель
Ерисбель Миранда Льянес (исп. Yerisbel Miranda Llanes; род. в 1987 году) — кубинская шахматистка, международный мастер среди женщин (2011).

## Биография
В 2017 году вместе с Даницой Васкес и Марицой Аррибас Робайн поделила первое место в зональном турнире Американской зоны 2.3 и получила право участвовать в чемпионате мира по шахматам среди женщин 2018 года.
В 2017 году победила на чемпионате Кубы по шахматам среди женщин. В 2018 году заняла второе место на Пахамериканском чемпионате по шахматам среди женщин после победительницы Дейси Кори Тельо.
На чемпионате мира по шахматам среди женщин в 2018 году в Ханты-Мансийске в первом туре проиграла Нане Дзагнидзе.
Представляла Кубу на шахматных олимпиадах (2018).
Участница первого Кубка мира по шахматам среди женщин (2021).